# Rovellasca
Rovellasca település Olaszországban, Lombardia régióban, Como megyében. Lakosainak száma 7959 fő (2023. január 1.). Rovellasca Bregnano, Lomazzo, Rovello Porro, Misinto és Lazzate községekkel határos.

## Népesség
A település lakossága az elmúlt években az alábbi módon változott:
| Lakosok száma | 7815 | 7797 | 7959 |
|               | 2017 | 2018 | 2023 |